# Нижнебуранчино
Нижне-Буранчино (Нижне-Буранчина, Нижнебуранчино) — историческая местность в городе Ишимбае, находящаяся на левом берегу реки Белой, на том месте, где расположен Ишимбайский завод нефтепромыслового оборудования, бывшая деревня.

## История
Основано в 1834 как выселок выходцами Бурансы, напротив современного микрорайона Буранчино, города Ишимбая, на правом берегу реки Белой.
Входил в Азнаевскую волость (Стерлитамакский кантон).
Опустел аул к 1925 году. Переселенцы перебрались в деревню Ирек, которая в 1934 году вошла в состав будущего города Ишимбая.
С 1834 года население росло. К VIII ревизии 82 человека при 7 дворах (в Верхнебуранчино осталось 129 жителей и 12 дворов. По X ревизии уже было 20 дворов и 211 житель, тогда как в старой деревне меньше — 30 домов и 132 человека. В 1920 году жили 335 человек, в Верхнебуранчино — 192; дворов 64 и 35.
Несмотря на исчезновение деревни в 1925 году, её название сохранялось в официальных документах как название старой деревни.
Открытое в 1932 году Ишимбайское нефтяное месторождение Губкиным называлось Нижнебуранчинским:
Ишимбаевское месторождение нефти, известное также как Стерлитамакского или Нижнебуранчинского, расположено по р. Белой в 18 км от Стерлитамака Башкирской АССР
О возможном нахождении там залежей нефти говорилось ещё в начале XX века.
Ещё ранее Ф. И. Кандыкин докладывал Уральскому обществу любителей естествознания:

«не отрицается вся та наличность нефтяных признаков, которые описывались около Ярман-Куля и Ишимбаевой, и вопрос, собственно, о нижне-буранчинском месторождении нефти остался открытым до сего времени».— http://www.outp.ru/book_view.jsp?idn=006641&page=88&format=html